# Ounia
Ounia is een geslacht van haften (Ephemeroptera) uit de familie Leptophlebiidae.

## Soorten
Het geslacht Ounia omvat de volgende soorten:
- Ounia hyalina
- Ounia inclavis
- Ounia loisoni